# Andrés Peraza
Andrés Peraza (Mérida, Yucatán, 25 de abril de 1922 - Ciudad de México, 23 de febrero de 1998) fue un escultor mexicano. Se caracteriza por su estudio anatómico, en la creación de Hombres cósmicos planiformes; los zapatistas, y su conocimiento sobre la fauna.
Su obra se localiza en diferentes colecciones públicas y privadas. En museos como el Museo de Arte Moderno, Instituto Cultural Cabañas, Museo de Arte de Querétaro y el Museo de Historia Natural, además encontramos obra pública en diversas ciudades de México y América.

## Biografía
Andrés Peraza nació el 25 de abril de 1922, en Mérida Yucatán. A los 11 años fue enviado a estudiar a la escuela militar Gulf Coast Military Academy en Mississippi EUA. Durante los veranos comienza a dibujar y a modelar sus primeras esculturas. Regresa a Mérida e ingresa a la Escuela de música. En 1934 se traslada con su familia a la Ciudad de México. Entre 1940 y 1944 desarrolla sus primeros diseños de obras abstractas, la novedad conceptual provoca rechazo. Esto lo conducirá abandonar casi durante dos décadas el arte escultórico. Entre 1953 y 1964 colabora en los estudios de otros escultores, mientras trabaja la línea figurativa de la fauna y aparecen los primeros bocetos del hombre cósmico. En 1964 realiza para el Museo de Historia Natural pieza de un pescado prehistórico que se creía extinto, llamado   Latimeria chalumnae. A partir de ese momento la obra del maestro Peraza será fuertemente inspirada por la naturaleza, siendo los caballos y los mamíferos temas recurrentes de su obra. Como lo fueron también los conjuntos zapatistas.
Hubo mucho arte de encargo monumentos y retratos que le van creando un nombre en el panorama artístico mexicano.
Una de sus series más importantes es la conceptualización del Hombre Cósmico síntesis formal y moral del ser humano que adoptará la variedad escultórica de la Grecia clásica: arqueros, lanzadores de jablaina, corredores y jinetes sobre caballos cósmicos. Su obra ha sido adquirida por colecciones tan importantes como la del Instituto Tecnológico de Monterrey, el Instituto Autónomo de México y otras.
Fallece en la Ciudad de México el 23 de febrero de 1998

## Obra

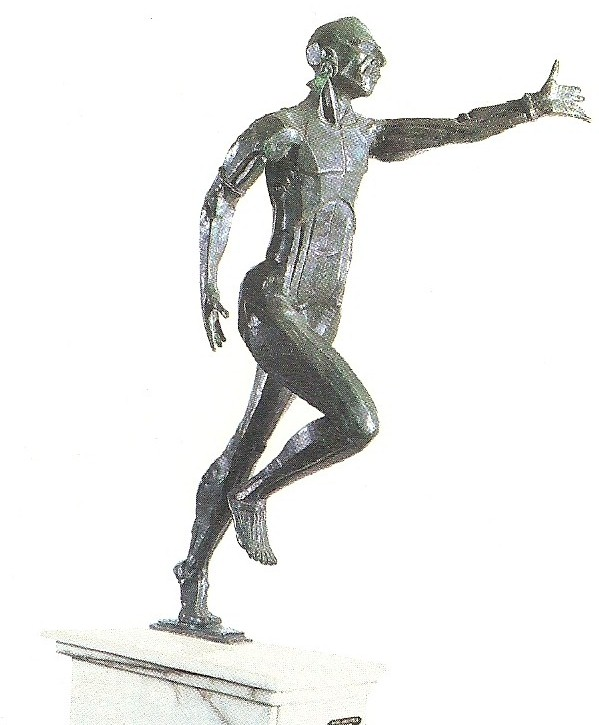
Escultura Carrera al Universo, del Escultor Andrés Peraza, 1980 Cd. de México ITAM

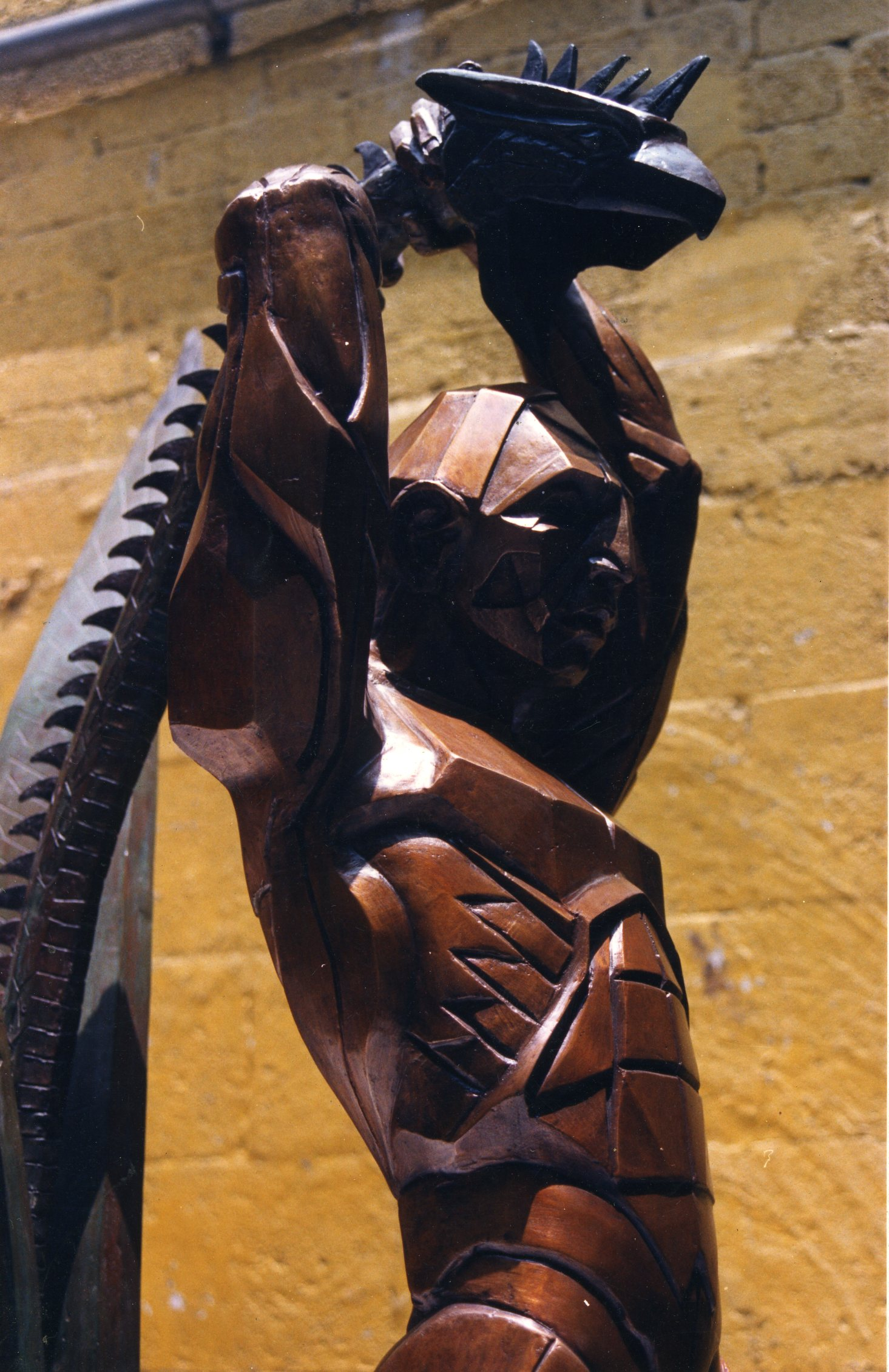
Hombre Cósmico dominio del elemento

- 1964 Latimeria chalumnae, Museo de Historia Natural, Ciudad de México
- 1970-1971 Busto de Santos Degollado ubicado en Huachinango de Degollado, Puebla México
- 1980 Mascarón en bronce del compositor Manuel M. Ponce
- 1980 Monumento Martínez Roz, Quintana Roo
- 1980 Carrera al Universo, ITAM, cd de México
- 1981 Busto Raúl Bailleres
- 1986 Hombre Cósmico Dominio del Elemento, colocado en la plaza Fray Andrés de Castro Toluca de Lerdo. Edo. México
- 1988-1989 Monumento a Juan Ruíz de Alarcón, colocados los primeros dos en la ciudad de Chilpancingo, estado de Guerrero, México, el segundo en la Casa de la Cultura en Santo Domingo, República Dominicana. El tercero se ubica en Taxco de Alarcón, estado de Guerrero y el último en el centro de la Ciudad de México[3]
- 1990 Retratos de personajes célebres. 8 retratos de personajes célebres de Guerrero son colocados en la alameda de la cd. de Chilpancingo Guerrero
- 1991 Gabriela Mistral Termina la escultura de la chilena Gabriela MIstral colocada en el museo ExHacienda El Lencero en Veracruz[4][5]
- 1995 Se instituye el Premio Carrera al Universo Asociación de Exalunos del ITAM[6]
- 1996 A las Puertas del Cielo La obra es develada en el Museo de Arte Moderno, y se instalan dos más en el Tecnológico de Monterrey CEM y en la colección Armella Sánchez

## Reconocimientos
- Reconocimiento Dr. Cresencio Carrilo y Anconca A.C., Izamal, Yucatán (1988)
- Reconocimiento del Ayuntamiento de Motul por la contribución de su obra plástica al Edo de Yucatán (1988)
- Reconocimiento del Gobierno del estsdo de Querétaro a través del Consejo Estatal para la Cultura y las Artes. (1998)

## Referencias

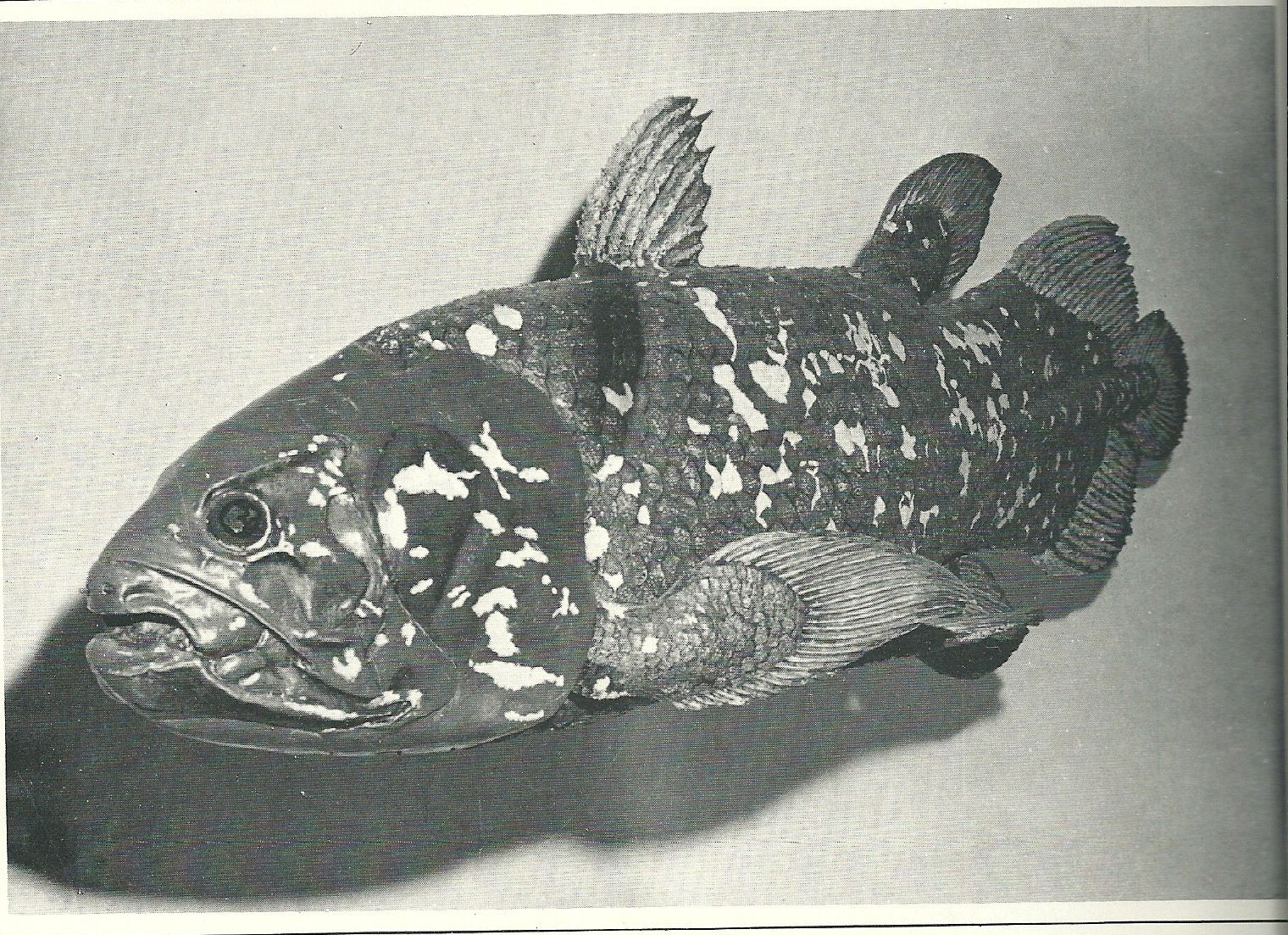
Andrés Peraza, Latimeria
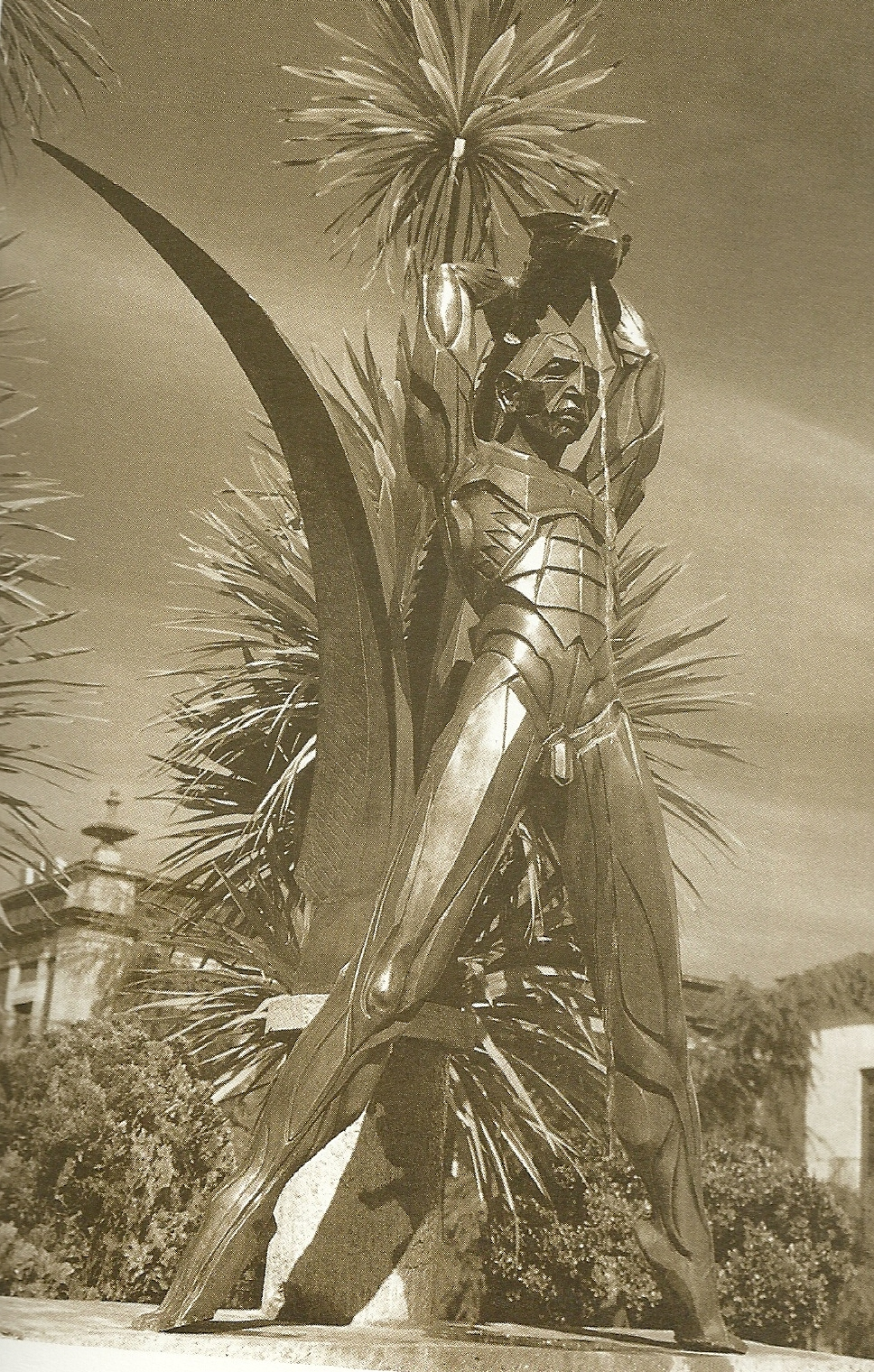
Andrés Peraza, Dominio del Elemento, Plaza Fray Andrés de Castro, Toluca, Estado de México (1986)
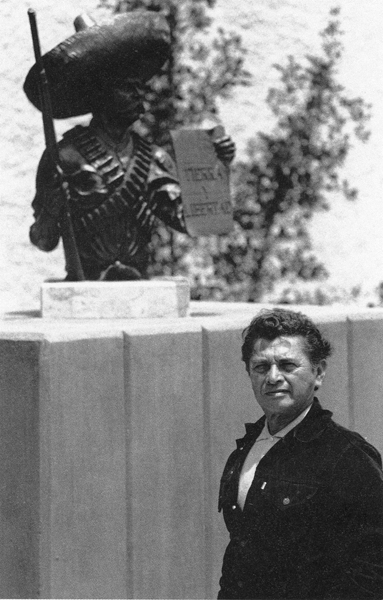
Andrés Peraza, Zapata en los ejidos de Zacatenco en 1986
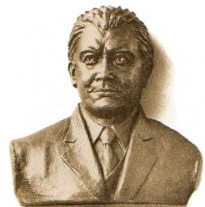
Mascarón en bronce de Manuel M Ponce por Andrés Peraza
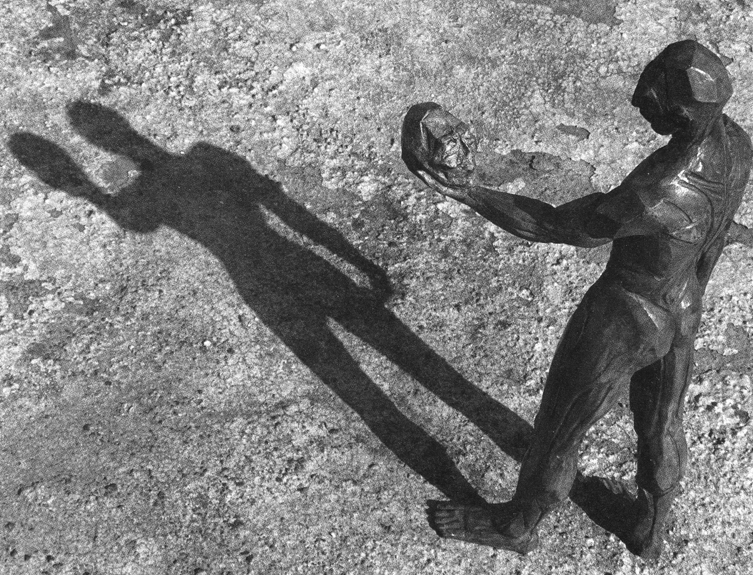
Identificiación, 1983, Andrés Peraza.